# Humboldtgent
De Humboldtgent (Sula variegata) is een zeevogel die behoort tot de genten (Sulidae).

## Verspreiding en leefgebied
Deze soort komt voor aan de kusten van zuidwestelijk Colombia tot zuidelijk Chili.

## Status
De grootte van de populatie wordt geschat op 1,2 miljoen volwassen vogels. Op de Rode lijst van de IUCN heeft deze soort de status niet bedreigd.